# Recurso de fuerza
El recurso de fuerza era un recurso procesal, relacionado con el Patronato, que consistía en la facultad que tenían los miembros del clero de recurrir a los tribunales ordinarios de justicia para reclamar de las resoluciones de los tribunales eclesiásticos, en caso de incompetencia de éstos para conocer de las causas, inobservancia de las normas de procedimiento y de las negativas de apelación que eran procedentes o su concesión en un efecto distinto de aquel del que correspondía, para que aquellos pusieran término a la fuerza con que habían conocido estos.
El fundamento del recurso de fuerza era que el rey tenía que proteger a sus súbditos. Si los tribunales eclesiásticos violaban los derechos de los súbditos, el rey tenía que restablecer el imperio del derecho y por eso es que se inmiscuía en asuntos canónicos para enmendar la actuación del tribunal eclesiástico.
Este recurso era conocido en las Indias por la Real Audiencia y, eventualmente, por el Consejo de Indias, si el contencioso se había tramitado en España.